# Тынка-Бара
Тынка-Бара (болг. Тънка бара) — село в Болгарии. Находится в Смолянской области, входит в общину Неделино. Население составляет 80 человек.

## Политическая ситуация
Тынка-Бара подчиняется непосредственно общине и не имеет своего кмета.
Кмет (мэр) общины Неделино — Илия Петров Вылчев (Болгарская социалистическая партия (БСП)) по результатам выборов в правление общины.